# آمنة الرميلي
آمنة الرميلي الوسلاتي روائية وباحثة تونسية، تشغل منصب أستاذة للأدب والنقد في كلية الآداب والعلوم الإنسانية بسوسة. وأعمال الرميلي تتنوع ما بين مجموعات قصصية وروايات أدبية، افتكت روايتها «توجان» جائزة الكومار الذهبي في الرواية العربية لعام 2016.

## الأعمال
تنوعت أعمال الرميلي ما بين روايات ومجموعات قصصية بالإضافة إلى أعمالها الأكاديمية البحثية. ويطغى على كتاباتها السرد أحيانا والبحث الأكاديمي، تتخللها أعمال ذات طابع فكري أو سياسي.
صدر لها من الروايات:
- جمر وماء : صدرت سنة 2003 عن دار الجنوب وبتقديم محمّد آيت ميهوب. وكانت الرواية الأولى في مسيرتها الروائية فازت بالكومار الذهبي سنة 2003.[3]
- الباقي صدرت سنة 2013 عن دار الجنوب وبتقديم عبد الفتاح إبراهم. نالت الرواية جائزة الكومار الذهبي لسنة 2014.[4]
- توجان : صدرت سنة 2016 عن دار آفاق برسبكتيف نالت بها الرميلي جائزة الكومار الذهبي في نفس السنة مناصفة مع نبيهة العيسي (عن رواية مرايا الغياب).
- مغامرة كشّاف : صدرت سنة 2016
- شط الأرواح : صدرت سنة 2020 عن دار محمد علي للنشر. يروي قصة صحفية استقصائية تحقق في ملف الهجرة السرية.

ومن مجموعاتها القصصية:
- يوميات تلميذ حزين : صدرت سنة 1998
- صخر المرايا : صدرت سنة 1999
- سيدة العلب : صدرت سنة 2006

بالإضافة إلى إصدارات أخرى ذات طابع بحثي مثل :
- المرأة والمشروع الحداثي في تفكير الطاهر الحدّاد : صدر 2012
- الثور …ة، شطيح ونطيح : كتاب صدر 2014 عن دار أفاق يضم مقالات وقصص عن ثورة تونس 2011.[5]

## اعتداء نوفمبر 2020
تعرض منزل آمنة الرميلي للاعتداء أواخر شهر نوفمبر 2020. حيث دخل مجهولون إلى منزلها في مدينة صفاقس واستولوا على بعض الأغراض وأحرقوا. نسب الاعتداء إلى جماعات تكفيرية تعترض على « أفكار الكاتبة ومواقفها الجريئة الداعية إلى حرية التعبير والتغيير وتحرير المرأة». لقي الاعتداء استنكارا واستهجانا في أوساط المثقفين التونسيين والعرب.